# Polo nos Jogos Olímpicos de Verão de 1924
O Pólo nos Jogos Olímpicos de Verão de 1924 foi realizado em Paris, na França.
A competição foi realizada no pavilhão do Saint Cloud Country Club com cinco equipes, onde se enfrentaram em disputas de todos contra todos. A equipe da Argentina foi a que acumulou o maior número de pontos e sagrou-se campeã.

## Masculino
| Ouro                                                                                 | Prata                                                                              | Bronze                                                                      |
| Argentina (ARG) Arturo Kenny Juan Miles Guillermo Naylor Juan Nelson Enrique Padilla | Estados Unidos (USA) Elmer Boescke Thomas Hitchcock Frederick Roe Rodman Wanamaker | Grã-Bretanha (GBR) Frederick Barrett Dennis Bingham Fred Guest Kinnear Wise |

## Resultados
| Equipe             | Pts | J | V | E | D | GP | GC |
| ------------------ | --- | - | - | - | - | -- | -- |
| ARG Argentina      | 10  | 4 | 4 | 0 | 0 | 46 | 14 |
| USA Estados Unidos | 5   | 4 | 3 | 0 | 1 | 43 | 11 |
| GBR Grã-Bretanha   | 4   | 4 | 2 | 0 | 2 | 33 | 24 |
| ESP Espanha        | 3   | 4 | 1 | 0 | 3 | 22 | 42 |
| FRA França         | 2   | 4 | 0 | 0 | 4 | 6  | 59 |

Jogo 1
| 28 de junho | USA Estados Unidos | 13 | - | 1 | FRA França | Saint Cloud Country Club |

Jogo 2
| 1 de julho | ESP Espanha | 2 | - | 15 | USA Estados Unidos | Saint Cloud Country Club |

Jogo 3
| 3 de julho | USA Estados Unidos | 10 | - | 2 | GBR Grã-Bretanha | Saint Cloud Country Club |

Jogo 4
| 4 de julho | ARG Argentina | 16 | - | 2 | ESP Espanha | Saint Cloud Country Club |

Jogo 5
| 5 de julho | FRA França | 2 | - | 16 | GBR Grã-Bretanha | Saint Cloud Country Club |

Jogo 6
| 6 de julho | ARG Argentina | 6 | - | 5 | USA Estados Unidos | Saint Cloud Country Club |

Jogo 7
| 7 de julho | ESP Espanha | 3 | - | 10 | GBR Grã-Bretanha | Saint Cloud Country Club |

Jogo 8
| 9 de julho | ARG Argentina | 9 | - | 5 | GBR Grã-Bretanha | Saint Cloud Country Club |

Jogo 9
| 10 de julho | ESP Espanha | 15 | - | 1 | FRA França | Saint Cloud Country Club |

Jogo 10
| 12 de julho | ARG Argentina | 15 | - | 2 | FRA França | Saint Cloud Country Club |